# تاریخ سکه‌ها
تاریخ سکه‌ها کتابی از ملک‌زاده بیانی است که در سال ۱۳۳۹ منتشر و برندهٔ جایزه کتاب سال سلطنتی شد.